# Airport (The Motors)
Airport is een nummer van de Britse band The Motors. Het is de tweede single van hun tweede studioalbum Approved by the Motors uit 1978. Het nummer werd op 19 mei dat jaar eerst in het Verenigd Koninkrijk en Ierland op single uitgebracht. In juni volgden het Europese vasteland, Israël, Australië, Nieuw-Zeeland, Zuid-Arika en Japan en in juli de VS en Canada.

## Achtergrond
De plaat gaat over een man die zijn vrouw op het vliegtuig zet, maar het daar wel moeilijk mee heeft. "Airport" werd vooral op de Britse eilanden een grote hit. In thuisland het Verenigd Koninkrijk bereikte de plaat de 4e positie in de UK Singles Chart. In Ierland werd de 8e positie bereikt.
In Nederland werd de plaat op zaterdag 1 juli 1978 door de omroepen (NOS, VARA, NCRV, KRO)  verkozen tot de 380e en laatste Troetelschijf van de week op Hilversum 3 en werd een radiohit in de destijds drie hitlijsten op de nationale publieke popzender. De plaat bereikte de 26e positie in de Nationale Hitparade, de 28e positie in de Nederlandse Top 40 en piekte op de 18e positie in de op 1 juni 1978 gestarte TROS Top 50. In de Europese hitlijst op Hilversum 3, de TROS Europarade,  werd de 13e positie bereikt.
In België bereikte de plaat de 24e positie in zowel de voorloper Vlaamse Ultratop 50 als de Vlaamse Radio 2 Top 30.
Eind 2004 werd het nummer in Nederland gebruikt in een reclamespot  van de Nederlandse telecomaanbieder KPN.

## NPO Radio 2 Top 2000
| Nummer met noteringen in de NPO Radio 2 Top 2000 | '00  | '01  | '02  | '03  | '04 | '05 | '06  | '07  | '08  | '09  | '10  | '11  | '12  | '13  | '14  |
| ------------------------------------------------ | ---- | ---- | ---- | ---- | --- | --- | ---- | ---- | ---- | ---- | ---- | ---- | ---- | ---- | ---- |
| Airport                                          | 1091 | 1336 | 1091 | 1346 | 632 | 950 | 1102 | 1536 | 1083 | 1558 | 1605 | 1732 | 1389 | 1618 | 1991 |

1. ↑  Een vetgedrukt getal geeft de hoogste notering aan.
2. ↑  2000 was het eerste jaar met een notering voor dit nummer.
3. ↑  Deze tabel is bijgewerkt tot en met de laatste editie (2024).